# Aip Uraszew
Aip Uraszew (ros. Аип Урашев, ur. 27 grudnia 1913?/9 stycznia 1914 w obwodzie uralskim, zm. 4 czerwca 1979) – radziecki polityk, działacz partyjny i państwowy Kazachskiej SRR.

## Życiorys
W 1931 ukończył technikum pedagogiczne w Uralsku i został nauczycielem w szkole, w 1933 był sekretarzem komitetu Komsomołu sowchozu, 1933-1934 uczył się w Uralskiej Wyższej Szkole Rolniczej, po czym został zastępcą sekretarza rejonowego komitetu Komsomołu w obwodzie zachodniokazachstańskim. Od 1935 był sekretarzem rejonowego komitetu Komsomołu w obwodzie zachodniokazachstańskim, w 1939 kierował jednym z wydziałów rejonowego komitetu Komunistycznej Partii (bolszewików) Kazachstanu w obwodzie zachodniokazachstańskim, 1939-1942 był instruktorem i zastępcą kierownika Wydziału Organizacyjno-Instruktorskiego KC KP(b)K, a 1942-1943 II sekretarzem Komitetu Obwodowego KP(b)K w Kustanaju. W 1943 był sekretarzem Ałmaackiego Komitetu Obwodowego KP(b)K ds. hodowli, 1943-1944 zastępcą kierownika Wydziału Sowchozów KC KP(b)K, 1944-1946 II sekretarzem Komitetu Obwodowego KP(b)K w Karagandzie, następnie krótko kierownikiem Wydziału Handlu i Żywienia Zbiorowego KC KP(b)K i zastępcą sekretarza KC KP(b)K. W latach 1946–1949 był ministrem przemysłu leśnego Kazachskiej SRR, a 1949-1952 I sekretarzem Komitetu Obwodowego KP(b)K w Kokczetawie, 1952-1955 studiował w Wyższej Szkole Partyjnej przy KC WKP(b)/KPZR. W 1955 został sekretarzem Wschodniokazachstańskiego Komitetu Obwodowego KPK, a 1958-1979 szefem Kazachskiego Terytorialnego Zarządu Państwowego Komitetu Rady Ministrów ZSRR ds. zaopatrzenia materiałowo-technicznego gospodarki narodowej, następnie przeszedł na emeryturę.

## Odznaczenia
- Order Wojny Ojczyźnianej I klasy
- Order Czerwonego Sztandaru Pracy
- Order „Znak Honoru” (dwukrotnie)